# Dorothy Hatfield
Dorothy Helen Hatfield OBE FRAeS nascida McRither (n.1940), foi uma engenheira aeronáutica, a primeira aprendiz de engenharia em Vickers-Armstrongs, Brooklands. Ela tornou-se presidente da Sociedade de Engenharia de Mulheres e foi fundamental na criação do Daphne Jackson Trust e do Lady Finniston Award para estudantes de engenharia do primeiro ano. Hatfield foi premiada com uma OBE por serviços de engenharia em 2014.

## Carreira
Ela ingressou na Sociedade de Engenharia de Mulheres em 1962 e foi eleita presidente em 1990. Ela foi nomeada Fellow da Royal Aeronautical Society em 1996.

## Reconhecimento
Pelo seu trabalho com a Sociedade de Engenharia de Mulheres, Hatfield foi premiada com a Medalha Isabel Hardwich em 2007.